# Caspar Vopelius

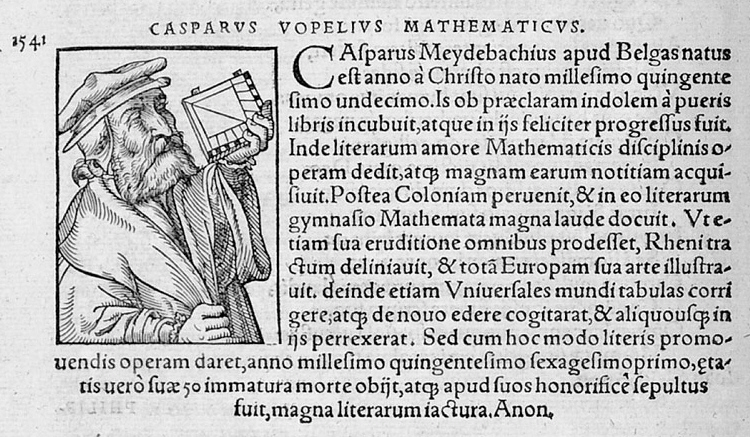
Artikel über Caspar Vopelius in Heinrich Pantaleons Prosopographiae heroum atque illustrium virorum totius Germaniae, Basel, 1565–1566

Caspar Vopelius (* 1511 in Medebach; † 1561 in Köln; auch Vopel, Vopell, Vöpell oder Meydebachius) war ein Astronom, Instrumentenbauer und Kartograph und lehrte am Kölner Montanergymnasium. Seine Hauptbeschäftigung galt zeitlebens den mathematischen und geographischen Studien als Grundlage seiner Werke.

## Leben
Vopelius stammte vermutlich aus einer angesehenen und wohlhabenden Familie, auch wenn über seine Eltern nichts bekannt ist. Ein Hermann Vöpelen zumindest war 1530 Richter und Bürgermeister von Medebach. Bereits während seiner Schulzeit in Medebach beschäftigte sich Vopelius, wie er sich später nannte, mit mathematischen Studien. Im Jahr 1526 ging Vopelius nach Köln und schrieb sich am 10. Mai des Jahres an der Universität zu Köln ein. Im November 1527 wurde er Baccalaureus und im März 1529 Licentitat und Magister artium. Er unterrichtete am Kölner Montaner-Gymnasium, wobei er sich darüber hinaus mit mathematischen und kartographischen Arbeiten beschäftigte. Er war damit direkter Nachfolger des Humanisten Henricus Glareanus. Diese Stellung ermöglichte Vopelius den Erwerb des Kölner Bürgerrechts und die Heirat mit Enge van Aich, der Tochter eines bekannten Buchdruckers. Ob aus der Ehe Kinder hervorgingen, ist nicht bekannt. Von dem Schwiegervater Arnt von Aich erwarb er ein Haus in der Schildergasse. Obwohl die Familie seiner Frau der Reformation nahestand, hielt Vopelius selbst der alten Konfession die Treue. Den Glaubenskämpfen in Köln entzog er sich offenbar zwischen 1545 und 1555 durch längere Reisen. In der zeitgenössischen Darstellung „Teutscher Nation Herligkeit“ (1609) heißt es über ihn: „Vier Meilen von Waldeck nach Köln liegt Medebach, die Geburtsstadt Caspar Vopelius, des kunstreichen und wohlerfahrenen Geographen, der hier in Köln ein Bürger gewesen ist und seine Wohnung im St. Pawels neben den Schwanen hatte.“

## Werk
Vor allem die Karten und Globen werden zu den bedeutendsten Werken ihrer Zeit gerechnet.

### Globen
Im Jahr 1532 schuf Vopelius mit einem handbeschrifteten und -bemalten Himmelsglobus sein erstes astronomisches Werk. Darauf führte er als neue Sternbilder das teilweise in der Antike, aber nicht im Mittelalter bekannte Haar der Berenike ein sowie Antinoos. Während das Haar der Berenike sich durchsetzte, wurde Antinoos 1928 bei der astronomischen Konferenz in Leiden, auf der die heutigen 88 Sternbilder festgelegt wurden, dem Sternbild Adler zugeordnet. – Ein zweiter, nun bedruckter Himmelsglobus folgte 1536. Beide Globen werden heute im Stadtmuseum von Köln aufbewahrt. Im Jahr 1542 erschien ein Erdglobus, der ebenfalls in Köln aufbewahrt wird. Dieser entsprach dem damals bekannten geographischen Wissen. Im selben Jahr schuf Vopelius eine Armillarsphäre, von der mehrere Exemplare erhalten sind. Eine von ihnen wird in Kopenhagen aufbewahrt. Eine weitere findet sich Städtischen Museum Medebach. Im Jahr 1545 baute er ein Astrolabium.

### Landkarten
Seit demselben Jahr konzentrierte er sich auf die Herstellung von Landkarten. Zunächst schuf er 1545 eine nicht mehr erhaltene Weltkarte, 1555 folgte eine Europakarte. Hinzu kam eine Karte des Rheinlandes, die er dem Rat der Stadt Köln widmete und für die er von diesem zum Dank 10 Taler erhielt. Die Rheinkarten, von denen noch ein koloriertes Exemplar des ersten Druckes 1855 in der Herzog August Bibliothek in Wolfenbüttel existiert, haben in etwa den Maßstab 1:590.000. Sie gilt als Vorbild für spätere Verkehrskarten. Ebenfalls 1558 erschien eine Weltkarte, die Vopelius Kaiser Karl V. widmete. Völlig außerhalb seiner sonstigen Arbeiten war die Schaffung einer „Aderlasstafel“ für Ärzte.

### Die Rheinlaufkarte
Die Rheinlaufkarte enthält auch eine präzise Darstellung des Bodensees, des Hochrheins und des Oberrheins. Dieser Abschnitt fußt dabei auf Informationen des Glarners Aegidius Tschudi und des Dekans Johannes Stumpf aus Stein am Rhein. Für Ober- und Mittelrhein sind die Quellen unbekannt. Im Mündungsbereich des Rheins bezog er sich auf niederländische Quellen. Eine weitere Rheinkarte erschien 1558 und war dem damaligen Kölner Kurfürsten gewidmet. Diese Karte sorgte offenbar für beachtliche Aufmerksamkeit, so dass 1560 eine dritte Auflage nötig wurde. Zwölf Nachdrucke sind bekannt. In der Landesbibliothek Rheinland-Pfalz (?) und der Landesbibliothek Mecklenburg-Vorpommern liegt ebenfalls eine Rheinlaufkarte. Weiter wurde die Rheinlaufkarte von Vopelius 1903 vom Hamburger Geographen Michow als Faksimile herausgegeben.